# DF-15

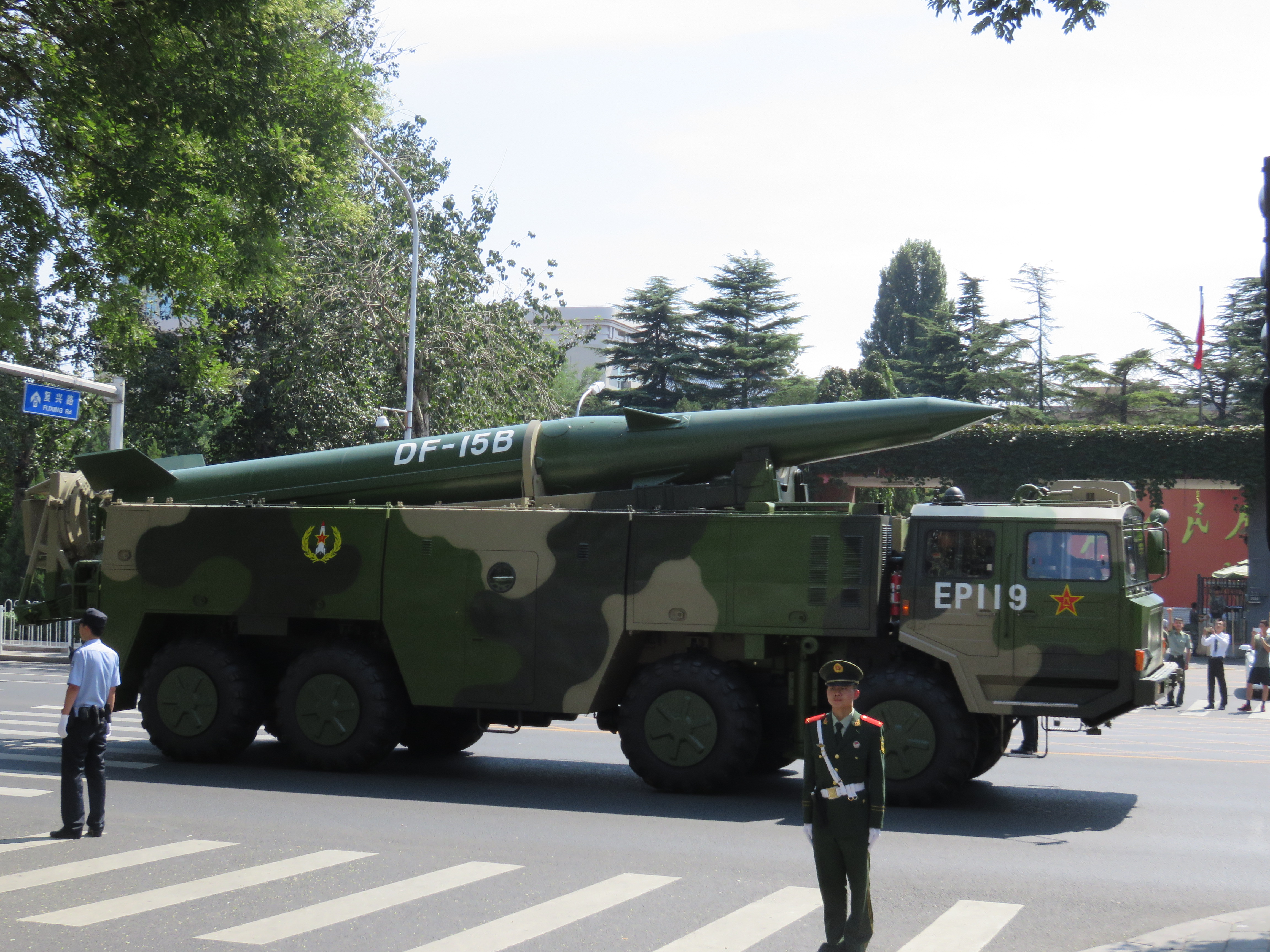

O Dong-Feng 15 (também conhecido como DF-15, M-9 ou CSS-6) é um míssil balístico desenvolvido pela República Popular da China. O DF-15 e o DF-16 mais novo são provavelmente os únicos mísseis balísticos não nucleares usados pelo Exército Chinês. O Departamento de Defesa dos Estados Unidos estimou em 2008 que a China teria entre 315-355 DF-15 e 90-110 lançadores.
O armamento utilizado poderia ser múltiplas ogivas manobráveis (MIRVs) com explosivos convencionais ou nucleares com potência entre 50-350 kt., sua acurácia seria de 10 m, pesa 6,2 toneladas, tem 1 metro de diâmetro e 9,1 m de altura. O seu alcance varia entre as diferentes versões: 600 km para o DF-15, 900 km para o DF-15A, 800 km para o DF-15B e 700 km para o DF-15C.